# Roxy Pro Gold Coast

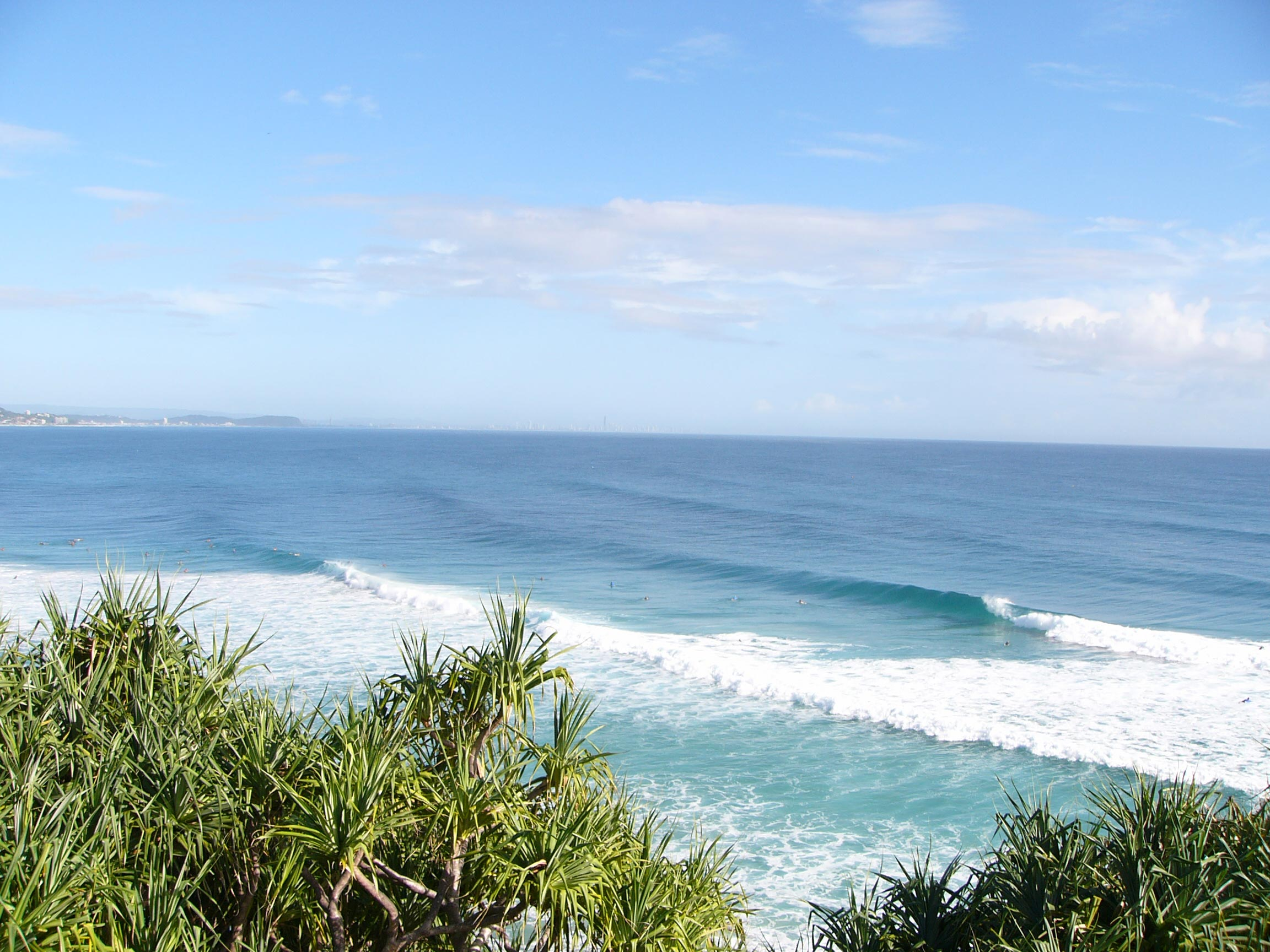
Snapper Rocks.

Le Roxy Pro est une épreuve du Championnat du monde de surf féminin parrainé par Roxy ayant lieu Gold Coast, Queensland, en Australie, plus spécifiquement dans le domaine de surf de Snapper Rocks, Coolangatta. Le Roxy pro Australie existe depuis 2000 et a fait suite au Billabong Pro.

## Palmarès

### 2009[1]
| Place | Championne        | Nationalité      |
| ----- | ----------------- | ---------------- |
| 1e    | Stéphanie Gilmore | Australie        |
| 2e    | Melanie Bartels   | Hawaï            |
| 3e    | Coco Ho           | Hawaï            |
| 3e    | Paige Hareb       | Nouvelle-Zélande |

### 2008[2]
| Place | Championne       | Nationalité |
| ----- | ---------------- | ----------- |
| 1e    | Sofia Mulanovich | Pérou       |
| 2e    | Samantha Cornish | Australie   |
| 3e    | Carissa Moore    | Hawaï       |
| 3e    | Amee Donohoe     | Australie   |

### 2007[3]
| Place | Championne     | Nationalité |
| ----- | -------------- | ----------- |
| 1e    | Chelsea Hedges | Australie   |
| 2e    | Carissa Moore  | Hawaï       |
| 3e    | Silvana Lima   | Brésil      |
| 3e    | Rebecca Woods  | Australie   |

### 2006[4]
| Place | Championne          | Nationalité |
| ----- | ------------------- | ----------- |
| 1e    | Melanie Redman-Carr | Australie   |
| 2e    | Layne Beachley      | Australie   |
| 3e    | Rochelle Ballard    | Hawaï       |
| 3e    | Samantha Cornish    | Australie   |

### Précédents Vainqueurs
| Année | Championne        | Nationalité |
| ----- | ----------------- | ----------- |
| 2005  | Stephanie Gilmore | Australie   |
| 2004  | Jacqueline Silva  | Brésil      |
| 2003  | Layne Beachley    | Australie   |
| 2002  | Linette McKenzie  | Australie   |
| 2001  | Non disputé       |             |
| 2000  | Layne Beachley    | Australie   |